# HD 181960
HD 181960，又名BD+54 2123，SAO 31574、HR 7351，是一颗恒星，视星等为6.26，位于銀經85.53，銀緯17.88，其B1900.0坐标为赤經19h 17m 23.9s，赤緯+54° 17.88′ 23″。